# Brian Bowen
Brian Bowen II (nascido em 2 de outubro de 1998) é um jogador profissional de basquete que joga no Indiana Pacers da National Basketball Association (NBA) e no Fort Wayne Mad Ants da G-League.
Ele originalmente se comprometeu a jogar basquete universitário no Louisville Cardinals, mas foi suspenso pela equipe após um escândalo de corrupção que alegava que sua família aceitava pagamentos em troca de ele optar por ir para Louisville. Mais tarde, ele tentou jogar na Universidade da Carolina do Sul, mas devido a uma decisão da NCAA, ele se retirou da faculdade.

## Carreira no ensino médio

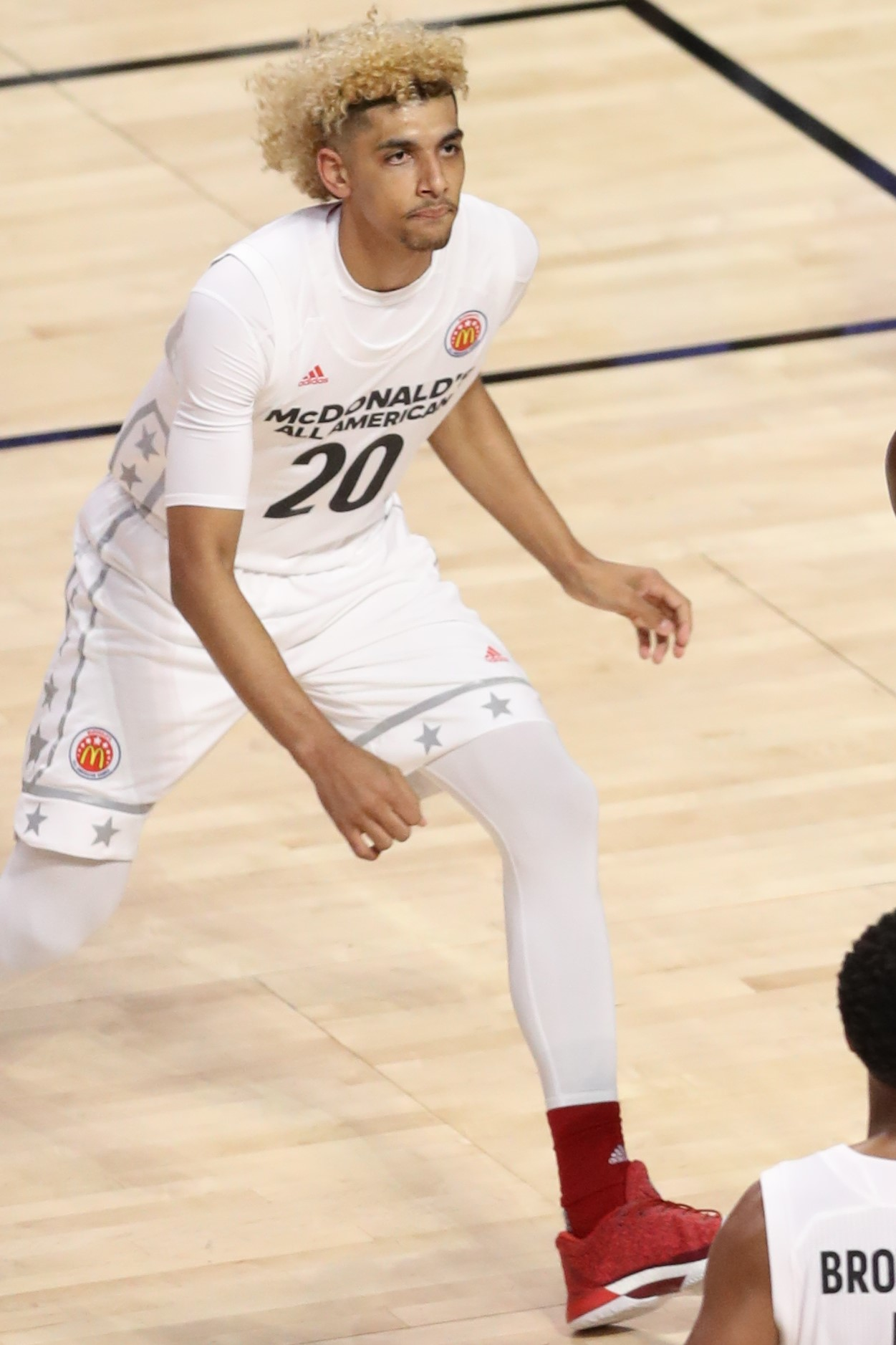
Bowen no McDonald's All-American de 2017

Bowen jogou na Arthur Hill High School em Saginaw, Michigan, antes de se transferir para a La Lumiere School em La Porte, Indiana, em 2015.
Quando estava no La Lumiere, ele teve uma média de 22 pontos, enquanto liderava sua equipe até a final do campeonato nacional de Dick's Sporting Goods.
No Jordan Brand Classic de 2017, ele marcou 26 pontos e foi nomeado co-MVP.

## Recrutamento universitário
Bowen foi o último recruta de cinco estrelas da classe de 2017 a anunciar seu compromisso com alguma universidade. Foi anunciado em 3 de junho de 2017 que ele estaria se matriculando em Louisville. Ele também tinha ofertas de Michigan State, Arizona, UCLA, Oregon, Texas, DePaul e Creighton.
Em setembro de 2017, um relatório investigativo da FBI sobre um escândalo de corrupção no basquete universitário fez uma referência ostensivamente anônima a supostos pagamentos à família de um estudante-atleta chamado apenas de "Jogador-10", recrutado por uma instituição chamada apenas como "Universidade-6". Essa universidade foi descrita de tal maneira que só poderia ter sido a Universidade de Louisville. A assinatura do Jogador-10 foi anunciada em 3 de junho de 2017 ou aproximadamente, e Bowen foi o único jogador de Louisville cuja assinatura foi de fato anunciada naquele dia.
No final do verão, ele se matriculou nas aulas e começou a participar das atividades da equipe na pré-temporada, conforme programado. Em 27 de setembro de 2017, o técnico de Louisville, Rick Pitino, e o diretor atlético Tom Jurich foram colocados em licença administrativa e, eventualmente, demitidos. No mesmo dia, Bowen também foi suspenso de todas as atividades da equipe, mas ele continuou matriculado na universidade e ainda tinha sua bolsa de estudos. Em 3 de novembro de 2017, Bowen foi liberado pelo FBI. Em 22 de novembro de 2017, Louisville anunciou que Bowen não jogará ou treinará com a equipe. Academicamente, ele ainda era um estudante com bolsa.
Em 10 de janeiro de 2018, o técnico da Universidade da Carolina do Sul, Frank Martin, anunciou que Bowen havia se matriculado na universidade e se juntaria ao programa de basquete. A universidade antecipou que Bowen teria que ficar de fora dos próximos dois semestres, devido aos regulamentos de transferência da NCAA, o que significa que ele poderia começar a jogar em janeiro de 2019.
No entanto, em 18 de abril de 2018, Bowen anunciou suas intenções de entrar no Draft da NBA de 2018, sendo mais tarde um dos 69 jogadores a entrar no Draft Combine daquele ano. Ele o faria sem contratar um agente, o que significa que ele originalmente planejava retornar adequadamente a universidade, mas apenas se a confirmação de sua transferência fosse aprovada no prazo de 30 de maio. No entanto, naquele momento, ele havia ouvido da NCAA que teria sido forçado a ficar de fora por pelo menos mais uma temporada devido à combinação de supostos benefícios que foram dados à sua família quando ele se comprometeu com Louisville. Como resultado, ele anunciou oficialmente sua inscrição para o Draft de 2018 naquele dia, em vez de retornar à faculdade. No entanto, no prazo internacional de 11 de junho, Bowen anunciou sua retirada do Draft, o que lhe permitiria jogar na  G-League ou no exterior profissionalmente antes de potencialmente retornar em um futuro draft da NBA.

## Carreira profissional

### Sydney Kings (2018–2019)
Depois de se retirar do Draft da NBA de 2018 durante o prazo final de inscrição, Bowen decidiu renunciar à universidade e buscar um contrato profissional.
Em 7 de agosto de 2018, Bowen assinou com o Sydney Kings da NBL. Durante a temporada de 2018-19, ele jogou em 30 jogos e teve médias de 6,3 pontos e 3,2 rebotes por jogo.
No final da temporada, Bowen se tornou automaticamente elegível para o Draft da NBA de 2019.

### Indiana Pacers (2019–Presente)
Bowen não foi selecionado no Draft de 2019. Em 1 de julho de 2019, ele assinou um contrato de mão dupla com o Indiana Pacers e o seu afiliado da G-League, Fort Wayne Mad Ants. Bowen teve médias de 16,1 pontos e 7,7 rebotes na G-League. Em 29 de novembro de 2020, o Indiana Pacers anunciou que havia assinado novamente com Bowen para um contrato de mão dupla.

## Estatisticas

### NBA

#### Temporada regular
| Ano     | Equipe  | PJ | PT | MPJ | AP   | 3P   | LL  | RT  | AS  | BR  | TO  | PPJ |
| ------- | ------- | -- | -- | --- | ---- | ---- | --- | --- | --- | --- | --- | --- |
| 2019–20 | Indiana | 6  | 1  | 5.2 | .300 | .000 | 0.0 | 0.2 | 0.0 | 0.0 | 0.2 | 1.0 |

### G-League
| Ano      | Equipe     | PJ | PT | MPJ  | AP   | 3P   | LL   | RT  | AS  | BR  | TO  | PPJ  |
| -------- | ---------- | -- | -- | ---- | ---- | ---- | ---- | --- | --- | --- | --- | ---- |
| 2019–20  | Fort Wayne | 29 | 28 | 33.9 | .435 | .343 | .875 | 7.8 | 1.6 | 1.0 | 0.8 | 16.2 |
| 2020–21  | Fort Wayne | 15 | 11 | 34.2 | .364 | .303 | .800 | 7.6 | 2.7 | 0.9 | 0.5 | 11.9 |
| Carreira | Carreira   | 44 | 39 | 34.0 | .399 | .323 | .837 | 7.7 | 2.1 | 0.9 | 0.6 | 14.0 |

### NBL
| Ano     | Equipe | PJ | PT | MPJ  | AP   | 3P   | LL   | RT  | AS | BR | TO | PPJ |
| ------- | ------ | -- | -- | ---- | ---- | ---- | ---- | --- | -- | -- | -- | --- |
| 2018–19 | Sydney | 28 | 28 | 15.5 | .462 | .351 | .788 | 3.0 | .6 | .3 | .1 | 6.5 |

Fonte: